# Абгар Дпир

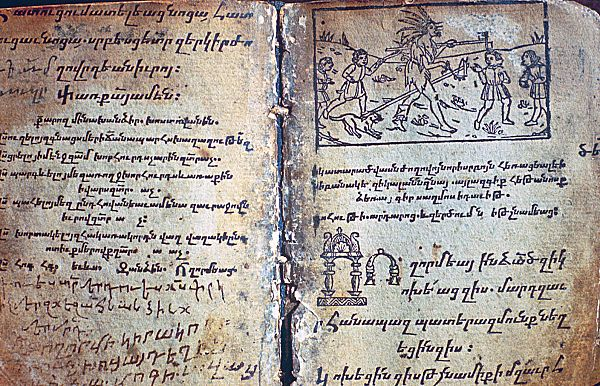
Псалтирь, 1565 год.

Абгар Дпир (Абгар Евдокаци́ или Тохатеци́) — второй после Акопа Мегапарта армянский книгопечатник.
Издал несколько книг в 1565—1569 годах, в том числе азбуку армянского языка «Маленькая грамматика или азбука» («Փոքր քերականություն կամ այբբենարան»). В 1565 году напечатал в Венеции «Календарь» и «Псалтырь». Вскоре Абгар переселился в Константинополь, где продолжил свою издательскую деятельность.